# Aleksandr Sergueïev
Pour les articles homonymes, voir Sergueïev.
Aleksandr Sergueïevitch Sergueïev est un joueur d'échecs et un ingénieur électricien russe puis soviétique né le 28 août 1897 à Serpoukhov et mort le 24 janvier 1970 à Moscou, qui fut champion de Moscou en 1925.

## Biographie et carrière
Sergueïev finit troisième ex æquo du championnat de Moscou en 1922-1923 et 1928. En 1923, il remporta le tournoi de la ville de Pétrograd organisé en parallèle du deuxième championnat d'URSS. Son meilleur résultat au championnat d'URSS d'échecs fut 9e-10e sur vingt joueurs à Leningrad en 1925.
Grâce à sa victoire au championnat de Moscou en  1925, Sergueïev reçut le titre de maître soviétique du jeu d'échecs. Vassili Panov loua le style solide de Sergueïev, qui n'avait perdu aucune de ses parties et montrait un calcul exact des variantes et un jeu positionnel fin. Le champion d'URSS Efim Bogoljubov lui prédit un avenir prometteur s'il continuait à disputer des tournois. Cependant Sergueïev préféra se consacrer à sa carrière de professeur à l'Institut de Moscou de l'énergie, puis d'administrateur dans l'enseignement supérieur, travail pour lequel Il fut décoré de l'Ordre de Lénine.